# Roberto Cipriani

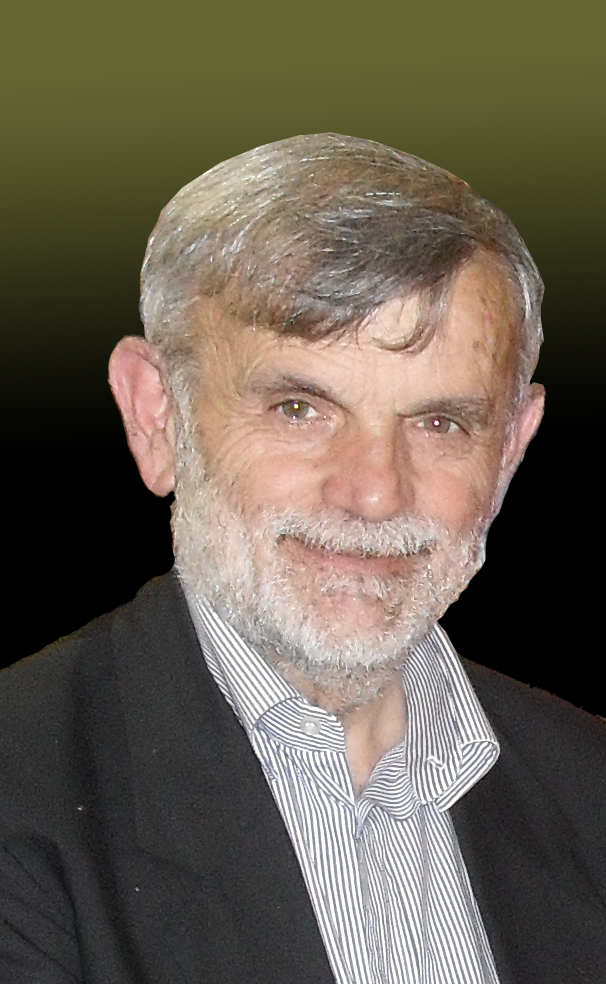
Roberto Cipriani es profesor de Sociología de la Universidad Roma Tre

Roberto Cipriani (Rovato, 2 de marzo de 1945) es un sociólogo italiano.

## Biografía
Roberto Cipriani, sociólogo italiano, es profesor emérito de Sociología de la Universidad Roma Tre
(nació en Rovato, el 2 de marzo de 1945).
Ha obtenido su Licenciatura en Letras en la Universidad de Roma “La Sapienza”, carrera concluida en 1968 con una tesis sobre “La sociología religiosa en Italia”. En 1971, inicia su colaboración con la revista La crítica sociologica, fundada y dirigida por Franco Ferrarotti. Desde 1990 a 1994, es presidente del "Research Committee" de Sociología de la religión en la International Sociological Association.
Desde 1994 a 1998, ha dirigido la revista  International sociology Archivado el 12 de abril de 2011 en Wayback Machine.. Desde 1997 a 2015, es docente titular (“Ordinario”) de Sociología general en Universidad de Roma Tre, donde desde 2001 a 2012 dirige el Departamento de Ciencias de Educación. Desde 2004 a 2007, ha sido presidente de Asociación Italiana de Sociología. En 2006 fue Chancellor Dunning Trust Lecturer en la Queen's University de Kingston, Canadá, en Human Values - Religious and Secular (otros Lecturers: Martha Nussbaum en 2001, Charles Taylor en 1998, Angela Davis en 1989, Sthepen Jay Gould en 1988, Ivan Illich en 1984, Amartya Sen en 1982, Benjamin Spock en 1980, Michael Novak en 1979, John K. Galbraith en 1968, Daniel Bell en 1965).
Desde 2007 al 2008 ha sido coeditor de Annual Review of Italian Sociology. Desde 2009 a 2015, ha sido presidente del Consejo europeo de las Asociaciones nacionales de Sociología, en el ámbito de la European Sociological Association.
Su principal teoría sociológica, formulada por primera vez en 1984, es aquella de la “religión difusa"[1], basada sobre los procesos de educación, socialización y comunicación; aplicable ya sea al contexto italiano que a otras culturas en donde existe una particular religión dominante.
Ha realizado investigaciones empíricas comparativas en Italia, Orune (Cerdeña), en Grecia, Episkepsi (Corfù), Piekary Śląskie en Polonia,  y en México, Nahuatzen (Michoacán), sobre las relaciones entre solidariedad y comunidad. Ha realizado películas de investigación sobre las celebraciones y fiestas populares, en particular sobre la Semana Santa en Cerignola en Puglia ("Rossocontinuo") y en España ("Semana Santa en Sevilla") y sobre la fiesta patronal de un pueblo mexicano ("Las fiestas de San Luís Rey") y, con Emanuela del Re, en el festival de festivales de ("Haifa's answer").
Fue Presidente de la Asociación Italiana de Profesores Universitarios. A propuesta e invitación de Michael Burawoy, en el XIII Congreso Mundial de Sociología celebrado en Yokohama en 2014, se postuló para Presidente de la Asociación Internacional de Sociología. Dirige la serie "Modernidad y Sociedad" de Armando Editore y "Perspectivas de la Sociología de la Religión" de Edizioni Borla. Forma parte del consejo de redacción de las revistas Current Sociology, Religions, Sociedad y Religión, Sociétés, La Critica Sociologica, Religioni e Società. Es Editor Asesor de la Blackwell Encyclopedia of Sociology. Es asociado del Instituto de Investigación sobre Población y Política Social del Consejo Nacional de Investigación. Es Presidente del ICSOR (Centro Internacional de Sociología de la Religión). Es autor de más de noventa libros y mil cien publicaciones con traducciones al inglés, francés, ruso, español, alemán, chino, portugués, vasco, catalán, polaco y turco.

## Obras
- Sociología cualitativa. Las historias de vida como metodología científica, Buenos Aires, Editorial Biblos, (traducción de Verónica Roldán) (2013)
- Laicidad y religión, en Giménez Béliveau V., Giumbelli E. (editores), Religión, cultura y política en las sociedades del Siglo XXI, Buenos Aires, Editorial Biblos (2013)
- A Religião no espaço público, con Ari Pedro Oro, Carlos Alberto Steil, Emerson Giumbelli (orgs.), Terceiro Nome, São Paulo (2012)
- Sociologia del pellegrinaggio, Franco Angeli, Milano (2012)
- Manual de Sociología de la Religión, 2^ Edición actualizada y ampliada, Buenos Aires, Siglo XXI, (traducción de Verónica Roldán) (2011)
- El pueblo solidario. Nahuatzen: de la cultura purépecha a la modernización, El colegio mexiquense, Ciudad de México. (traducción de Verónica Roldán) (2009)
- Religión y política en Europa, en Mallimaci F. (editor), Religión y política. Perspectivas desde América Latina y Europa, Editorial Biblos, Buenos Aires (2008)
- Manual de Sociología de la Religión, 1^ Edición, Buenos Aires, Siglo XXI, (traducción de Verónica Roldán) (2004)
- Manuel de sociologie de la religion, L'Harmattan, Paris, (2004)
- Din Sosyolojisi. Tarih ve Teoriler, Rağbet, Istanbul 2014;
- Sociology of Religion. An Historical Introduction, translated by L.     Ferrarotti, new introduction by H. G. Schneiderman, introduction by W. K.     Ferguson, Transaction, New Brunswick, USA, London, UK 2015;
- (a     cura), Nuovo manuale di sociologia, Maggioli Editore, Santarcangelo     di Romagna 2016;
- Diffused Religion. Beyond Secularization, Palgrave Macmillan, Cham     2017;
- (a     cura) Nuovo manuale di sociologia, Maggioli     Editore, Santarcangelo di Romagna 2018;
- L’incerta fede. Un’indagine quanti-qualitativa in Italia,     FrancoAngeli, Milano 2020.

## Obras sobre el pensamiento de Roberto Cipriani
- Consuelo Corradi (a cura di), Cultura popolare, religione diffusa, analisi qualitativa: un sociologo italiano a cavallo tra due secoli. Studi in onore di Roberto Cipriani, Morlacchi, Perugia 2018;
- Costantino Cipolla (a cura di), La sociologia sovranazionale di Roberto Cipriani, FrancoAngeli, Milano 2021.